# Gare centrale de Plovdiv
La gare Centrale de Plovdiv (en bulgare : Централна железопътна гара Пловдив) est la principale gare ferroviaire desservant la ville et la municipalité de Plovdiv, la deuxième ville la plus peuplée en Bulgarie.

## Histoire
Ouverte dans les années 1870, la gare fait partie de la ligne ferroviaire Lyubimets–Belovo, qui relie également la gare centrale de Sofia, capitale de la Bulgarie,  à Istanbul, la plus grande ville de Turquie.
Il y a 11 voies dans la gare. L'actuel bâtiment Sécession, conçu par l'architecte italien Mariano Pernigoni, a été achevé en 1908.

La gare
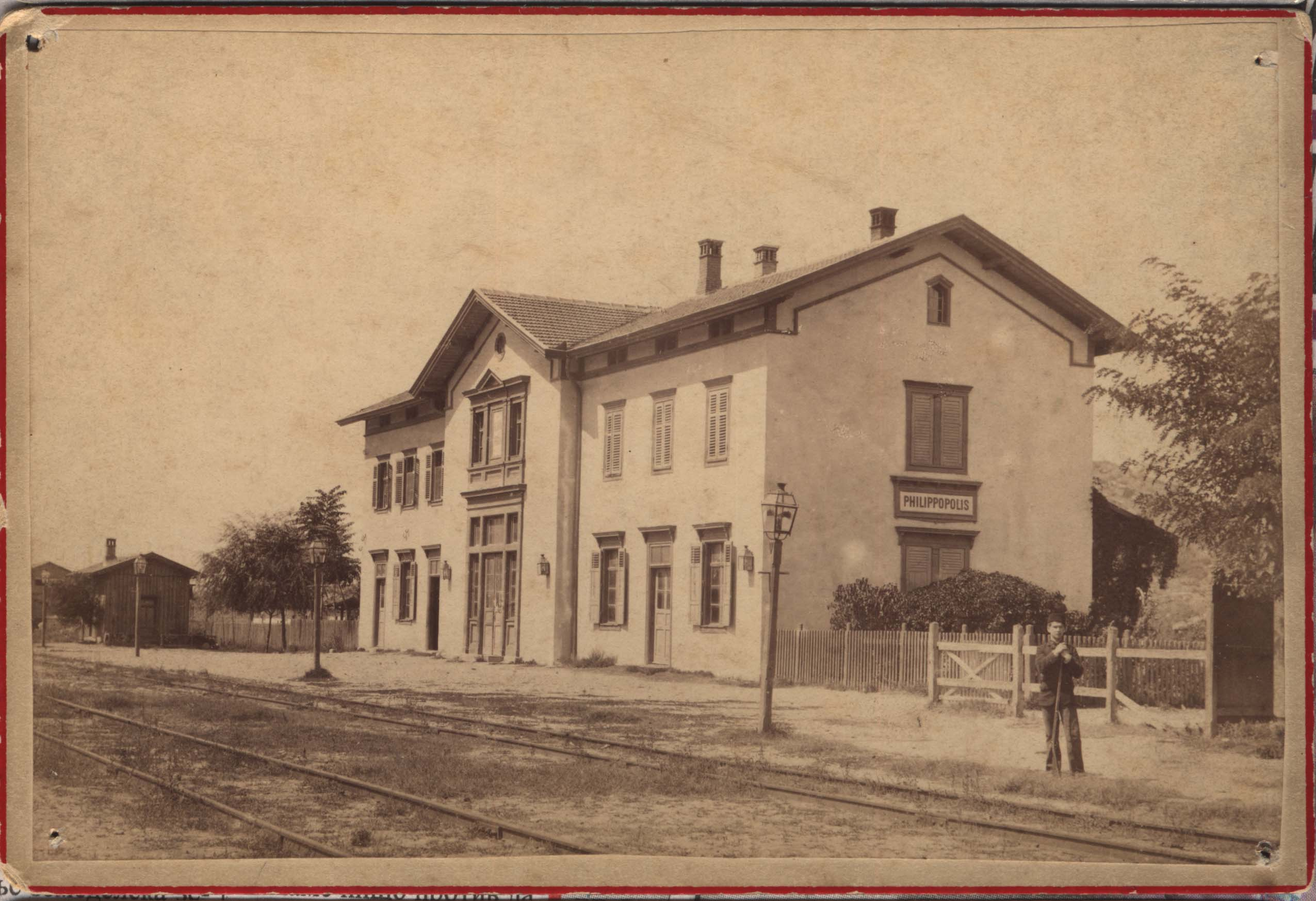
En 1880.
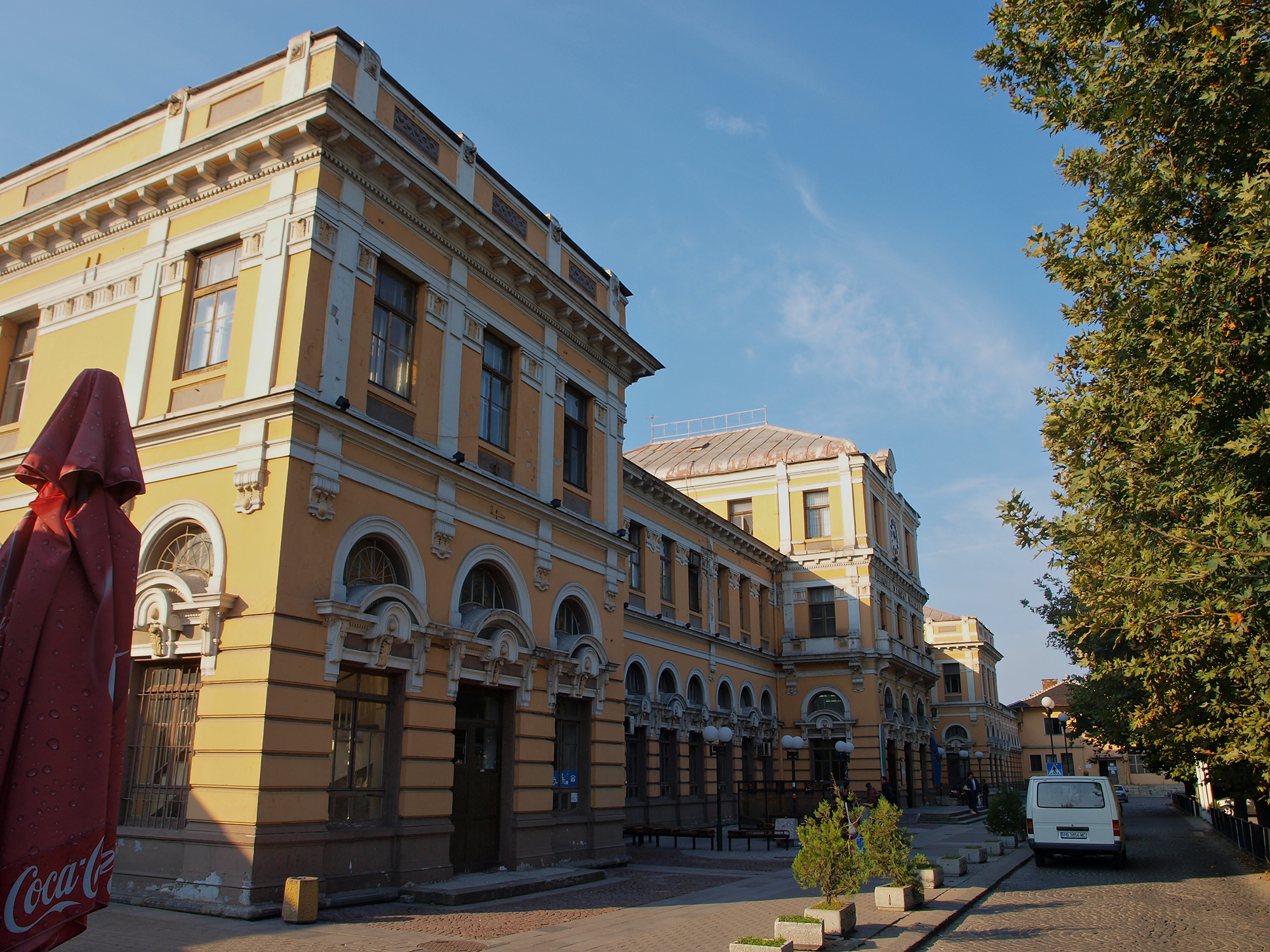
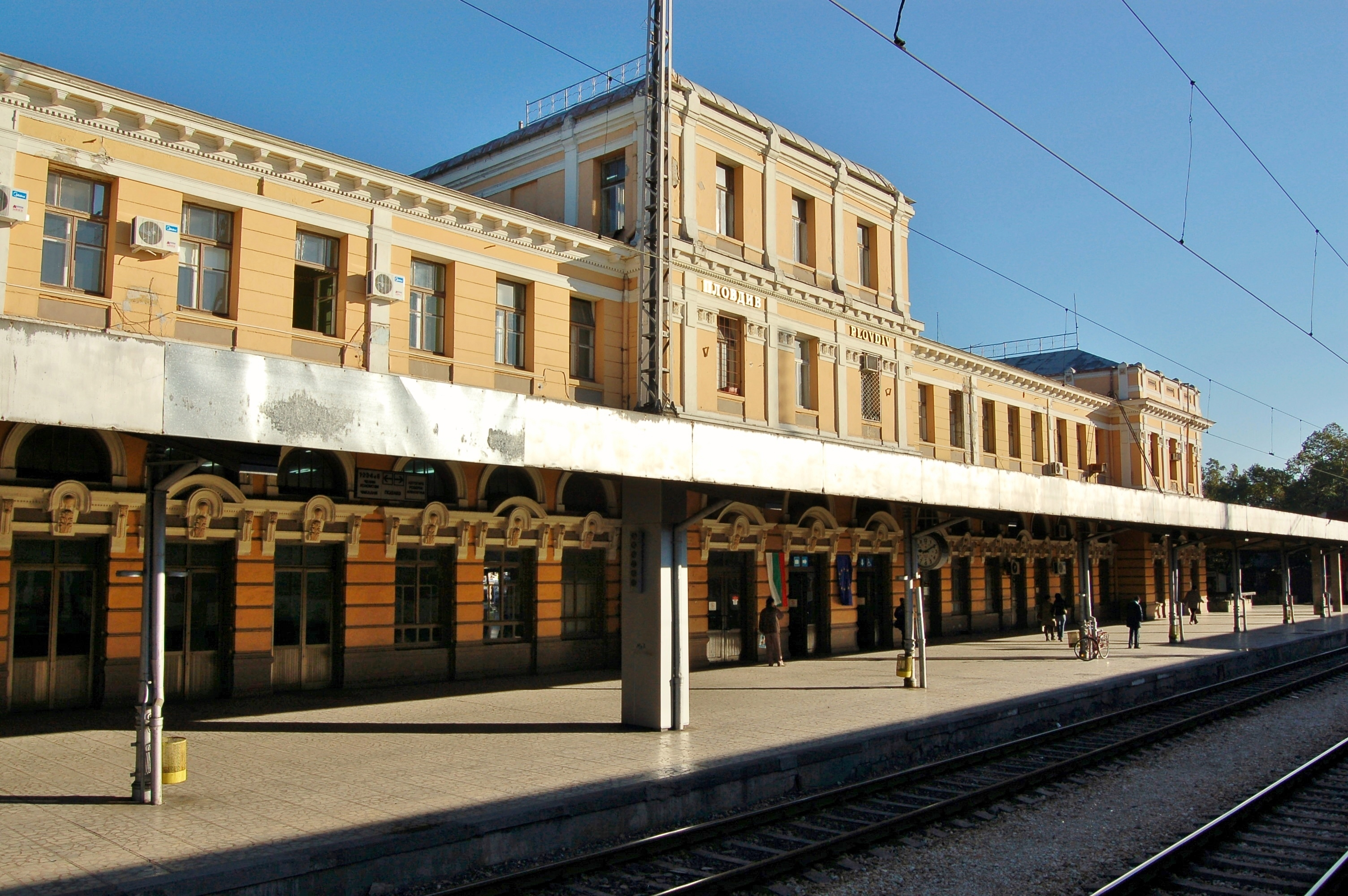
En 2007.